# ローヤルアゼール

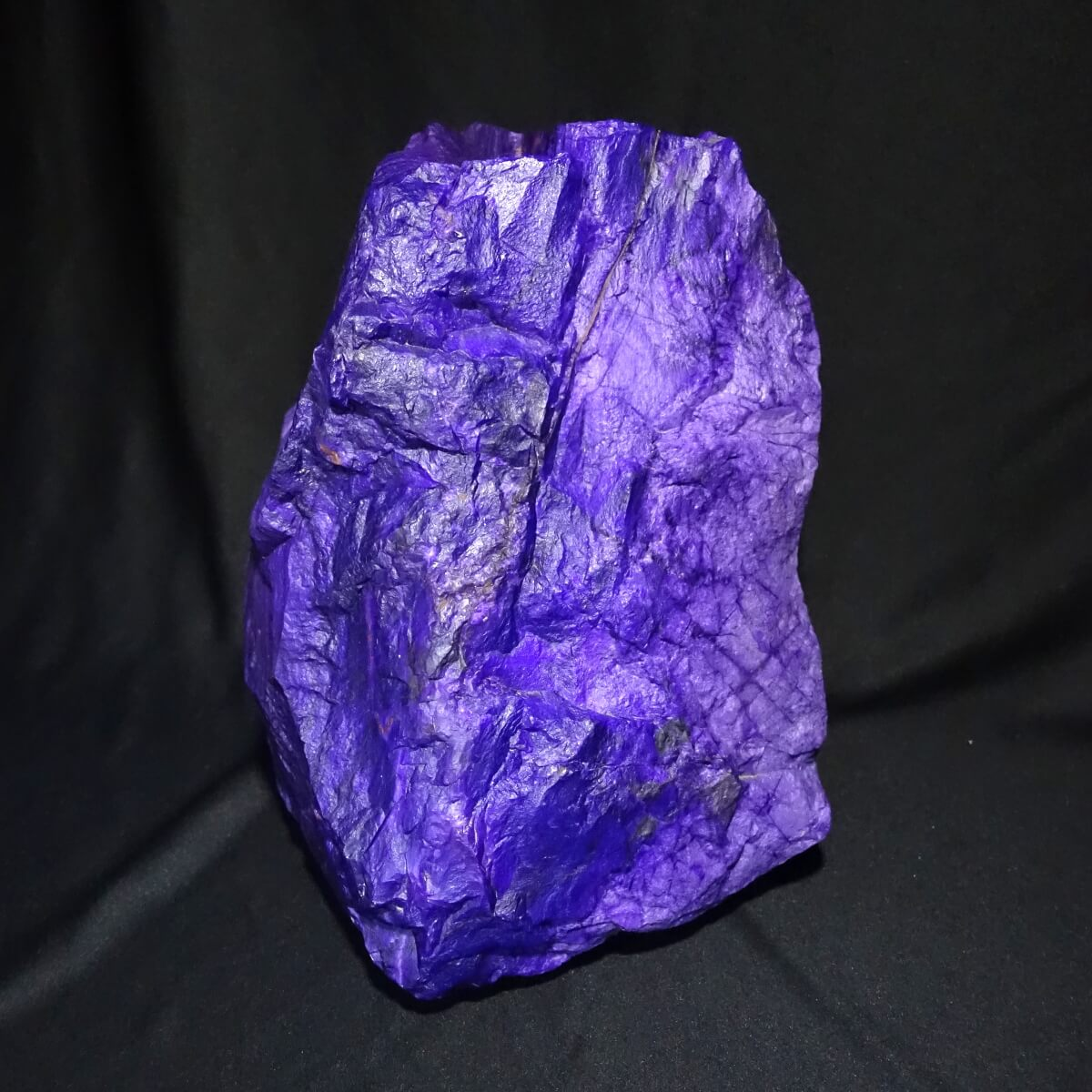
ローヤルアゼール
皇帝紫を象徴する歴史的スギライト
（約33.5cm×25.5cm×15.5cm　重さ約16.4kg）

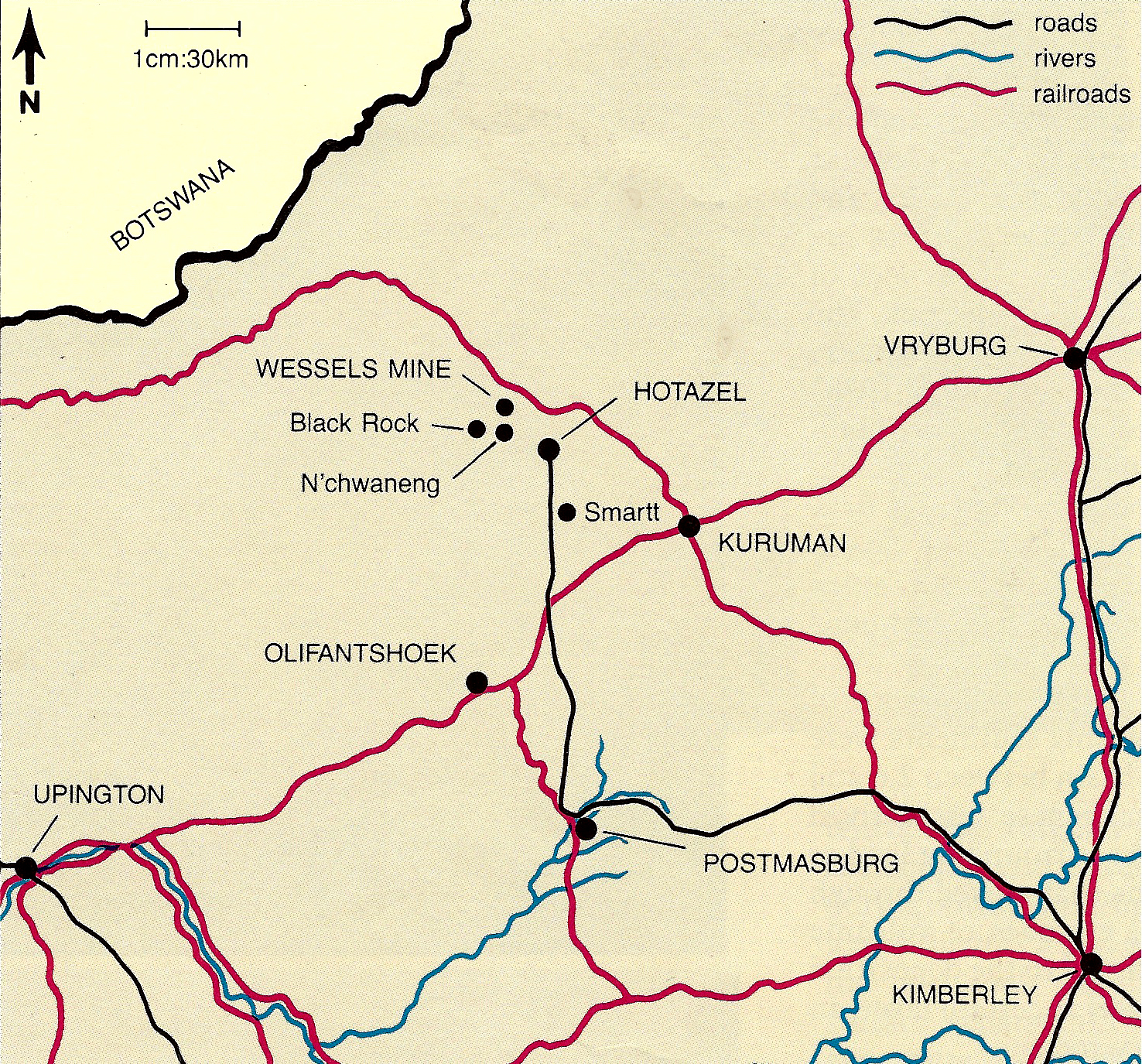
南アフリカホットアゼール地域

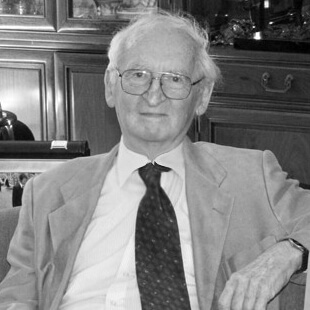
スギライトのパイオニア
RoyalAzel創始者/アイ・カーゲン
（1924－2016）

ローヤルアゼール（Royal Azel）は、杉石（スギライト）の、特に紫系のものの宝石としての呼び名。日本語ではロイヤルアゼル （英: Royal Azel、英語発音: /ˈroiəl/əˈzel /）とも発音される。
杉石(和名)は1944年岩城島で発掘され、村上允英博士が1974年に杉健一博士の名にちなんで付けたが、欧米諸国では「スギライト」、「ルブライト」、「ローヤルアゼール」 等で呼ばれている。

## 由来・語源
ローヤルアゼールの“ローヤル”は、アイ・カーゲンが紫スギライト特有の高貴な紫色に着目し、インターナショナルマーケティングのもと西洋風皇帝紫 と日本古来の皇室紫 に共鳴しローヤルという言葉を使った。“アゼール”（Azel）は南アフリカのホットアゼール（Hotazel）地域で発掘されたことに起因する。この地域は、夏季は平均温度が40度を越える日々が続くという事もあり、地域の人々に“地獄の暑さ”（英語では、“Hot as Hell”が短縮され“Hot-az-el”）と呼ばれたことが由来である。
南アフリカのダイヤモンド業者アイ・カーゲン（元ローヤルアゼール社会長1924年6月18日-2016年5月3日没）が1981年に、会社をロサンゼルスにオープン、ハリウッドスター・上層階級に宝石として紹介し、一般向けとしてパワーストーン商品を紹介する。1980年代には、ニューエイジムーブメントとパワーストーンブームがスギライトのマーケット化に大きく貢献する。1984年～1985年勢力的なマーケット活動に成功し、スギライトが欧米に「ローヤルアゼール」として定着する。

## パワーストーン
クリスタルヒーラーの草分けであるジェーンアン・ドゥは、パワーストーン（ヒーリングストーン）としてスギライトを愛好しその名は一躍世界的に普及した。1980年代には、アメリカを中心にニューエイジムーブメントが起こりパワーストーン愛好家の中で、異常とも思える程のブレイクをする。スギライトは世界三大ヒーリングストーンの一つとされている。